# Col Pacheco
Pour les articles homonymes, voir Pacheco.
Le col Pacheco (en anglais : Pacheco Pass) est un col routier américain dans le comté de Santa Clara, en Californie. Situé dans la chaîne Diablo à une altitude de 417 mètres, il est franchi par la California State Route 152. Il constitue un California Historical Landmark depuis le 29 mai 1969.